# ألبرت شامبيون
ألبرت شامبيون (بالفرنسية: Albert Champion) (و. 1878 – 1927 م) هو راكب دراجة هوائية فرنسي، ولد في باريس، توفي في باريس، عن عمر يناهز 49 عاماً، بسبب نوبة قلبية.

## سباقات أو مراحل فاز بها
| التاريخ       | السباق                | المركز                  |
| ------------- | --------------------- | ----------------------- |
| 02 أبريل 1899 | سباق باريس روبيه 1899 | الفائز في التصنيف العام |

## روابط خارجية
- ألبرت شامبيون على موقع أرشيف الدراجات (الإنجليزية)
- ألبرت شامبيون على موقع إحصائيات الدراجات الإحترافية (الإنجليزية)
- ألبرت شامبيون على موقع CycleBase (الإنجليزية)
- ألبرت شامبيون على موقع أوليمبيديا (الإنجليزية)